# Marpissa pulla
Marpissa pulla es una especie de araña saltarina del género Marpissa, familia Salticidae. Fue descrita científicamente por Karsch en 1879.
Habita en Rusia (Extremo Oriente), China, Taiwán, Corea y Japón.